# KOVOカップ
KOVOカップ（コボカップ、韓国語: KOVO컵、코보컵）は、韓国バレーボール連盟(KOVO)が主管する大韓民国のプロバレーボール大会である。リーグ戦であるVリーグが開幕する前に開催される短期間のカップ戦（リーグカップ）で、基本的に1つの会場（あるいは2会場）で集中開催される。

## 招待チーム
Vリーグに所属するプロチーム以外に国内外からチームが招待されることもあり、日本のV.LEAGUEチームが招待されたこともある。招待された国外チームの一覧を以下に示す。
男子
| 年度   | 招待チーム             | 国     |
| ------ | ---------------------- | ------ |
| 2009年 | サントリーサンバーズ   | 日本   |
| 2009年 | 浙江                   | 中国   |
| 2009年 | サイパ・テヘラン       | イラン |
| 2018年 | JTサンダーズ           | 日本   |
| 2023年 | パナソニックパンサーズ | 日本   |

女子
| 年度   | 招待チーム                          | 国       |
| ------ | ----------------------------------- | -------- |
| 2009年 | ThaiBev                             | タイ     |
| 2009年 | 天津ブリヂストン                    | 中国     |
| 2009年 | デンソーエアリービーズ              | 日本     |
| 2018年 | エストコーラ                        | タイ     |
| 2018年 | ヴィエティンバンク                  | ベトナム |
| 2023年 | シュプリームバレーボールクラブ (en) | タイ     |

## 歴代成績

### 男子
| 年度   | 優勝                                   | 準優勝                                 |
| ------ | -------------------------------------- | -------------------------------------- |
| 2006年 | 天安現代キャピタル・スカイウォーカーズ | 大田三星火災ブルーファングス           |
| 2007年 | 仁川大韓航空ジャンボス                 | 亀尾LIG損害保険グレイターズa           |
| 2008年 | 天安現代キャピタル・スカイウォーカーズ | 大田三星火災ブルーファングス           |
| 2009年 | 大田三星火災ブルーファングス           | 天安現代キャピタル・スカイウォーカーズ |
| 2010年 | 天安現代キャピタル・スカイウォーカーズ | 仁川大韓航空ジャンボス                 |
| 2011年 | 仁川大韓航空ジャンボス                 | ウリィキャピタル・ドリームシックスb    |
| 2012年 | 亀尾LIG損害保険グレイターズa           | 大田三星火災ブルーファングス           |
| 2013年 | 天安現代キャピタル・スカイウォーカーズ | 牙山ウリィカード・ハンセb              |
| 2014年 | 仁川大韓航空ジャンボス                 | 牙山ウリィカード・ハンセb              |
| 2015年 | ソウル・ウリィカード・ハンセb          | 安山OK貯蓄銀行ラッシュ&キャッシュc     |
| 2016年 | 水原韓国電力ビクストーム               | 亀尾KB損害保険スターズa                |
| 2017年 | 水原韓国電力ビクストーム               | ソウル・ウリィカード・ウィビーb        |
| 2018年 | 大田三星火災ブルーファングス           | 議政府KB損害保険スターズ               |
| 2019年 | 仁川大韓航空ジャンボス                 | 安山OK貯蓄銀行ラッシュ&キャッシュc     |
| 2020年 | 水原韓国電力ビクストーム               | 仁川大韓航空ジャンボス                 |
| 2021年 | ソウル・ウリィカード・ウィビーb        | 安山OK金融グループ・ウッメン           |
| 2022年 | 仁川大韓航空ジャンボス                 | 水原韓国電力ビクストーム               |
| 2023年 | 安山OK金融グループ・ウッメン           | 大田三星火災ブルーファングス           |

注釈
a 現在の議政府KB損害保険スターズ。
b 現在のソウル・ウリィカード・ウリィWON。
c 現在の安山OK金融グループ・ウッメン。

### 女子
| 年度   | 優勝                             | 準優勝                          |
| ------ | -------------------------------- | ------------------------------- |
| 2006年 | 水原現代建設グリーンフォックスd  | 韓国道路公社                    |
| 2007年 | GSカルテックスe                  | KT&Gアリエールズf               |
| 2008年 | KT&Gアリエールズf                | 韓国道路公社                    |
| 2009年 | 天津ブリヂストン                 | 水原現代建設グリーンフォックスd |
| 2010年 | 仁川興国生命ピンクスパイダーズ   | 韓国道路公社ハイパスジェニス    |
| 2011年 | 城南韓国道路公社ハイパスジェニス | 大田KGC人参公社f                |
| 2012年 | GSカルテックス・ソウルKIXX       | IBK企業銀行アルトス             |
| 2013年 | IBK企業銀行アルトス              | 水原現代建設ヒルステート        |
| 2014年 | 水原現代建設ヒルステート         | GSカルテックス・ソウルKIXX      |
| 2015年 | IBK企業銀行アルトス              | 水原現代建設ヒルステート        |
| 2016年 | IBK企業銀行アルトス              | 大田KGC人参公社f                |
| 2017年 | GSカルテックス・ソウルKIXX       | 韓国道路公社ハイパス            |
| 2018年 | 大田KGC人参公社f                 | GSカルテックス・ソウルKIXX      |
| 2019年 | 水原現代建設ヒルステート         | 大田KGC人参公社f                |
| 2020年 | GSカルテックス・ソウルKIXX       | 仁川興国生命ピンクスパイダーズ  |
| 2021年 | 水原現代建設ヒルステート         | GSカルテックス・ソウルKIXX      |
| 2022年 | GSカルテックス・ソウルKIXX       | 韓国道路公社ハイパス            |
| 2023年 | GSカルテックス・ソウルKIXX       | IBK企業銀行アルトス             |

注釈
d 現在の水原現代建設ヒルステート。
e 現在のGSカルテックス・ソウルKIXX。
f 現在の大田正官庄レッドスパークス。

## 優勝回数
男子
| チーム                                 | 優勝 | 準優勝 |
| -------------------------------------- | ---- | ------ |
| 仁川大韓航空ジャンボス                 | 5    | 2      |
| 天安現代キャピタル・スカイウォーカーズ | 4    | 1      |
| 水原韓国電力ビクストーム               | 3    | 1      |
| ソウル・ウリィカード・ウリィWON        | 2    | 4      |
| 大田三星火災ブルーファングス           | 2    | 4      |
| 議政府KB損害保険スターズ               | 1    | 3      |
| 安山OK金融グループ・ウッメン           | 1    | 3      |

女子
| チーム                         | 優勝 | 準優勝 |
| ------------------------------ | ---- | ------ |
| GSカルテックス・ソウルKIXX     | 6    | 3      |
| 水原現代建設ヒルステート       | 4    | 3      |
| IBK企業銀行アルトス            | 3    | 2      |
| 大田正官庄レッドスパークス     | 2    | 4      |
| 韓国道路公社ハイパス           | 1    | 5      |
| 仁川興国生命ピンクスパイダーズ | 1    | 1      |
| 天津ブリヂストン               | 1    | 0      |